# Bombus trinominatus
Bombus trinominatus är en biart som beskrevs av Dalla Torre 1890. Bombus trinominatus ingår i släktet humlor, och familjen långtungebin. Inga underarter finns listade.

## Beskrivning
Humlan har tät, lång päls som är övervägande svart på huvud, mellankropp och främre delen av bakkroppen. Hjässa, främre tredjedelen av mellankroppen samt ett tvärband ungefär mitt på densamma, bakre delen av andra och hela tredje tergiten är alla gula. Tergit 5 har även ett gult band längs bakkanten, och tergit 6 är rödaktig hos honorna. Drottningen och i synnerhet hanen har dessutom iblandade korta, vita hår på huvudets ovansida. Hanen avviker även genom att ha hela tergit 4 till 6 gula. Drottningen har en kroppslängd på 18 till 20 mm, arbetarna 10 mm och hanarna 12 mm.

## Ekologi
Arten är en bergsart som förekommer på höjder mellan 2 700 och 2 850 m i Mexiko; i Guatemala har den påträffats upp till 3 500 m. Habitatet utgörs främst av blandskog mellan ekar och tallar. Arten är aktiv under regnperioden, mellan juli och september.

## Utbredning
Utbredningsområdet omfattar ett förhållandevis litet område i södra Mexiko (delstaterna Guerrero och Oaxaca). Arten har också påträffats i Guatemala i departementen Huehuetenango, San Marcos, Quetzaltenango och Sololá, men stora delar av skogarna i utbredningsområdet i Guatemala, där arten lever är föremål för uppodling, och vid en expedition till Quetzaltenango och Sololá 2014 lyckades forskarna inte finna några individer. Dessutom avviker populationen i Guatemala morfologiskt från populationen i Mexiko, och det potentiella namnet Bombus xelajuensis har föreslagits. Tills vidare betraktas emellertid de båda formerna som en och samma art.

## Bevarandestatus
Populationen är stabil, och Internationella naturvårdsunionen (IUCN) har därför klassificerat den som livskraftig (LC). De listar ändå potentiella hot som habitatförlust till följd av avverkning och uppodling av skogarna i vilka arten lever, spridning av kemiska bekämpningsmedel, byggnation, gruvdrift, skogsbränder, tropiska stormar, jordskred som är frekventa i artens utbreningsområde samt torka.